# Last of a Dyin' Breed
Last of a Dyin' Breed är southern rock-bandet Lynyrd Skynyrds tolfte studioalbum. Albumet gavs ut den 21 augusti 2012.

## Låtlista
1. "Last of a Dyin' Breed" (Gary Rossington, Johnny Van Zant, Rickey Medlocke, Mark Matejka, Dan Serafini, Bob Marlette) - 3:51
2. "One Day at a Time" (Rossington, J. Van Zant, Medlocke, Marlon Young) - 3:46
3. "Homegrown" (Rossington, J. Van Zant, Medlocke, Blair Daly) - 3:41
4. "Ready to Fly" (Rossington, J. Van Zant, Medlocke, Audley Freed) - 5:26
5. "Mississippi Bloods" (Rossington, J. Van Zant, Medlocke, Jaren Johnston) - 2:57
6. "Good Teacher" (J. Van Zant, Donnie Van Zant, Tom Hambridge, Daly) - 3:07
7. "Something to Live For" (Rossington, J. Van Zant, Medlocke, John Lowery, Marlette) - 4:29
8. "Life's Twisted" (Daly, Jon Lawhon, Chris Robertson) - 4:33
9. "Nothing Comes Easy" (Rossington, J. Van Zant, Medlocke, Hambridge) - 4:13
10. "Honey Hole" (Rossington, J. Van Zant, Medlocke, Hambridge) - 4:35
11. "Start Livin' Life Again" (J. Van Zant, D. Van Zant, Marlette, Lowery) - 4:23
Bonusspår
12. "Poor Man's Dream" (Rossington, J. Van Zant, Medlocke, Lowery, Marlette) - 4:07
13. "Do It Up Right" (Rossington, J. Van Zant, Medlocke, Hambridge) - 3:56
14. "Sad Song" (Rossington, J. Van Zant) - 4:01
15. "Low Down Dirty" (Rossington, J. Van Zant, Medlocke) - 3:14

## Medlemmar
- Johnny Van Zant – sång
- Gary Rossington – gitarr
- Rickey Medlocke – gitarr
- Michael Cartellone – trummor
- Johnny Colt – bas
- Mark Matejka – gitarr
- Peter Keys – keyboard
- John Lowery aka "John 5" – gitarr